# Sylvie Faiderbe
 (mai 2022).
Si vous disposez d'ouvrages ou d'articles de référence ou si vous connaissez des sites web de qualité traitant du thème abordé ici, merci de compléter l'article en donnant les références utiles à sa vérifiabilité et en les liant à la section « Notes et références ».
« Faiderbe » redirige ici. Pour l’article homophone, voir Faidherbe.
Cet article possède un paronyme, voir Fayd'herbe.
Sylvie Faiderbe est une journaliste et productrice de télévision française née le 23 décembre 1957. Elle est patiente-experte, diplômée de l'école de médecine de Sorbonne Université depuis juin 2019.

## Biographie
Diplômée de Sciences Po Aix-en-Provence, Sylvie Faiderbe travaille au Provençal, puis en qualité de pigiste sur les premiers réseaux des radios libres et à Europe 1.
C'est là qu'elle rencontre Jean-Marie Cavada, et devient rédactrice en chef et co-productrice de La Marche du siècle, de 1986 à 1995,,.
Elle rejoint ensuite le Groupe TF1 comme rédactrice en chef du magazine créé par Guillaume Durand sur LCI, avant d'intégrer France 2 comme directrice des magazines sous la direction de Jean-Pierre Cottet.
Elle devient par la suite rédactrice en chef de l'émission France Europe Express, présentée par Christine Ockrent sur France 3, avant de participer, en 2000, au lancement de FTVI, la filiale interactive de France Télévisions, sous la direction d'Edmond Zucchelli.
En 2004, Sylvie Faiderbe est directrice des opérations exceptionnelles de France 2 et, à ce titre, productrice, entre autres, du Téléthon.
En janvier 2010, elle est directrice ajointe chargée des opérations exceptionnelles de France Télévisions.
De mars 2011 à octobre 2016 elle est DGA de Multimédia France Productions (MFP), aujourd'hui France Télévisions Studio, la filiale de production du groupe France Télévisions qui produit entre autres Ce soir (ou jamais !), C'est pas sorcier, des fictions comme la série Alex Hugo, et des documentaires pour les chaînes du groupe de service public et Arte.
Pendant sept ans, de 2006 à 2013, elle représente France Télévisions au comité TV de l'Union européenne de radio-télévision (UER) en qualité de membre élu.
Atteinte d'un cancer rare (léiomyosarcome) depuis 2007, elle a été membre du Comité des proches et des patients de la Ligue nationale contre le cancer à Paris, représentante d’usagers à l'Institut mutualiste Montsouris et participe en qualité de patiente-experte chercheuse à un groupe de recherche en sciences humaines éthique de la santé, sur le parcours de soin du patient mené par le Cancéropôle Île-de-France  (projet 3P), vacataire à l'université d'Aix-Marseille elle participe à des projets de recherche interventionnelle en santé publique (RISP) au sein de l'équipe de la chaire Démocratie en Santé et Engagement des Personnes Concernées par le Cancer (DEMOCAN).
Elle est co-auteure avec Nadège Berlioz d'un article : "Recherche participative, quels atouts pour penser une recherche sur le parcours de soin en cancérologie ? Regards de deux patientes co-chercheures." publié dans la revue d'onco-psycholoigie, Vol.17, No3,2023.